# قلعه شاه نشین گورج
قلعه شاه‌نشین گورج مربوط به دوران‌های تاریخی پس از اسلام است و در شهرستان املش، بخش رانکوه، روستای گورج واقع شده و این اثر در تاریخ ۲ آبان ۱۳۸۲ با شمارهٔ ثبت ۱۰۶۵۳ به‌عنوان یکی از آثار ملی ایران به ثبت رسیده است.